# RASSF4
RASSF4 (англ. Ras association domain family member 4) – білок, який кодується однойменним геном, розташованим у людей на 10-й хромосомі. Довжина поліпептидного ланцюга білка становить 321 амінокислот, а молекулярна маса — 36 748.
| 10         |  | 20         |  | 30         |  | 40         |  | 50         |
| ---------- |  | ---------- |  | ---------- |  | ---------- |  | ---------- |
| MKEDCLPSSH |  | VPISDSKSIQ |  | KSELLGLLKT |  | YNCYHEGKSF |  | QLRHREEEGT |
| LIIEGLLNIA |  | WGLRRPIRLQ |  | MQDDREQVHL |  | PSTSWMPRRP |  | SCPLKEPSPQ |
| NGNITAQGPS |  | IQPVHKAESS |  | TDSSGPLEEA |  | EEAPQLMRTK |  | SDASCMSQRR |
| PKCRAPGEAQ |  | RIRRHRFSIN |  | GHFYNHKTSV |  | FTPAYGSVTN |  | VRVNSTMTTL |
| QVLTLLLNKF |  | RVEDGPSEFA |  | LYIVHESGER |  | TKLKDCEYPL |  | ISRILHGPCE |
| KIARIFLMEA |  | DLGVEVPHEV |  | AQYIKFEMPV |  | LDSFVEKLKE |  | EEEREIIKLT |
| MKFQALRLTM |  | LQRLEQLVEA |  | K          |  |            |  |            |

A: Аланін

C: Цистеїн

D: Аспарагінова кислота

E: Глутамінова кислота

F: Фенілаланін

G: Гліцин

H: Гістидин

I: Ізолейцин

K: Лізин

L: Лейцин

M: Метіонін

N: Аспарагін

P: Пролін

Q: Глутамін

R: Аргінін

S: Серин

T: Треонін

V: Валін

W: Триптофан

Кодований геном білок за функцією належить до фосфопротеїнів. 
Задіяний у таких біологічних процесах, як клітинний цикл, альтернативний сплайсинг. 